# Керамический неолит
Керамический неолит, PN (сокращение от англ. Pottery Neolithic) — период в истории Ближнего Востока около 6500—5500 годов до н. э., пришедший на смену докерамическому неолиту. На территории Леванта также именуется поздний неолит.
В этот период наряду с земледелием получило распространение скотоводство. Соответственно, охота перестала быть основным источником мяса. Распространилось изготовление лепных сосудов из обожжённой глины. (Гончарный круг был изобретён позднее, в энеолите, после изобретения колеса). Выделяют следующие фазы керамического неолита:
1. монохромная фаза
2. расписная фаза
3. классическая фаза

Поселения стали значительно крупнее, чем в докерамическом неолите (PPNA и PPNB). Постепенно возрастает ремесленная специализация (например, деревенский пастух, гончар и др.). Возникает своего рода индустрия предметов обихода и украшений. (Серийное) производство этих предметов также было специализировано. Осуществлялась торговля.
Общество становится всё более иерархичным. На этом этапе семейства, помимо ведения собственного хозяйства, всё более вовлекаются в общественную жизнь; более заметными становятся социальная и экономическая структура общества (расслоение). В ряде поселений отмечается наличие зажиточных людей. (Обязательное) выполнение общественных работ можно рассматривать как зачатки будущей налоговой системы. Путём накопления складских запасов и сбора «капитала» возникает примитивная «частная собственность», при этом возникает также воровство. Постепенно формируются зачатки организованного правосудия. При этом возрастают конфликты как внутри селений, так и между ними. Постепенно поселения становятся всё более укреплёнными: вокруг них всё чаще наблюдаются стены. 
Общество стало хоронить своих покойных за пределами поселений (вместо прежних обычаев хоронить покойных внутри домов, например, под ложем покойного, или около дома). В этот период уже несомненно имелись боги мужского пола.

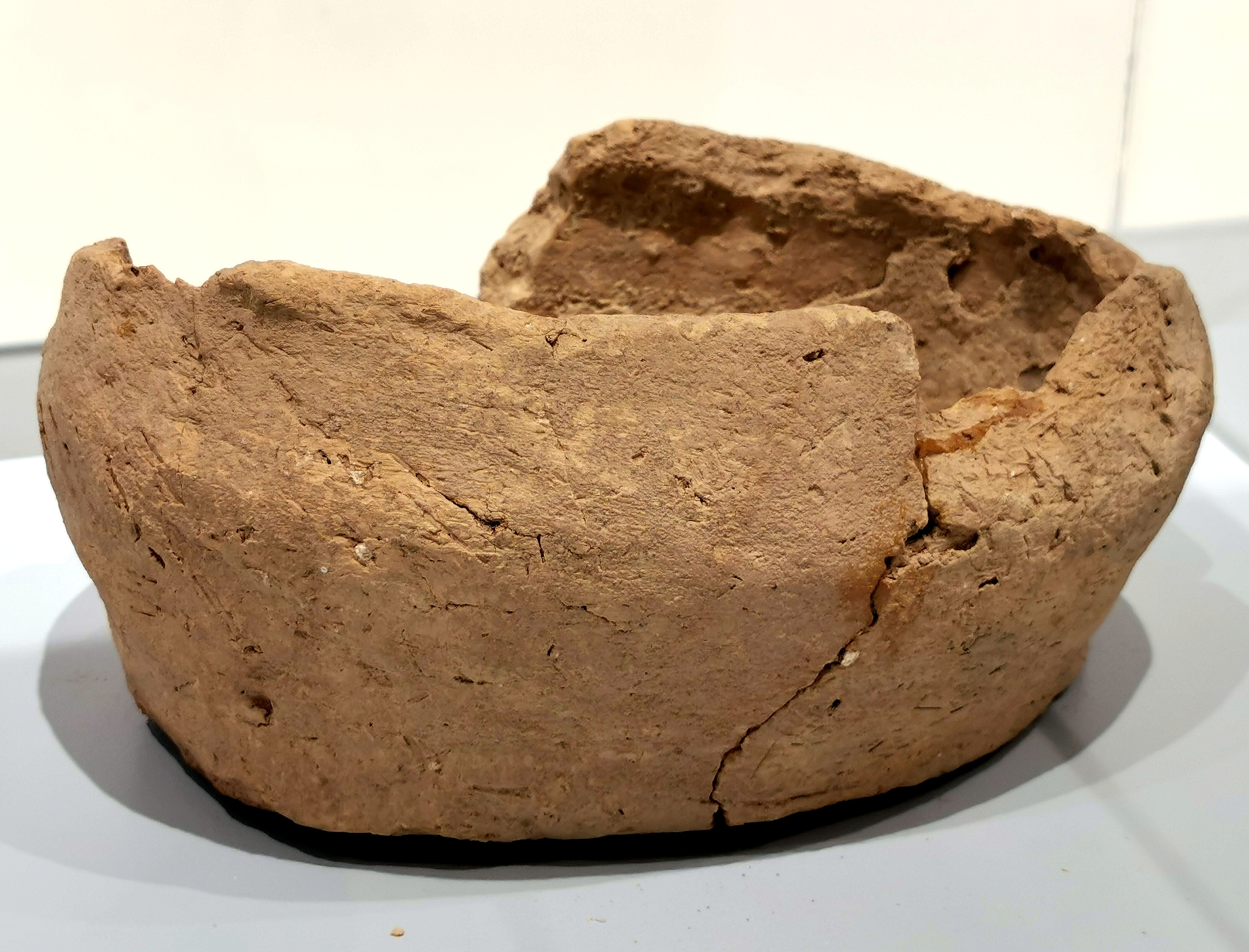
Один из самых ранних примеров ближневосточной керамики (Джармо, 7-е тыс. до н.э.)
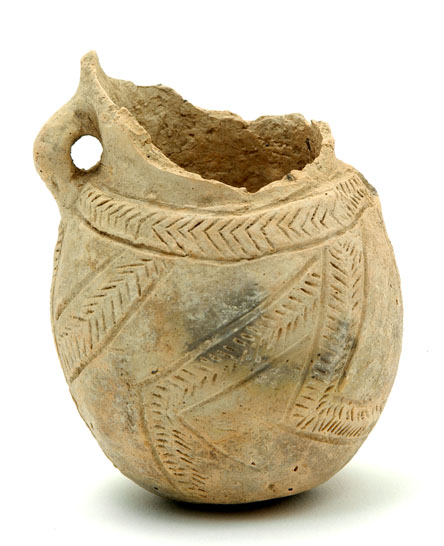
Сосуд ярмукской культуры (6-е тыс. до н.э.)
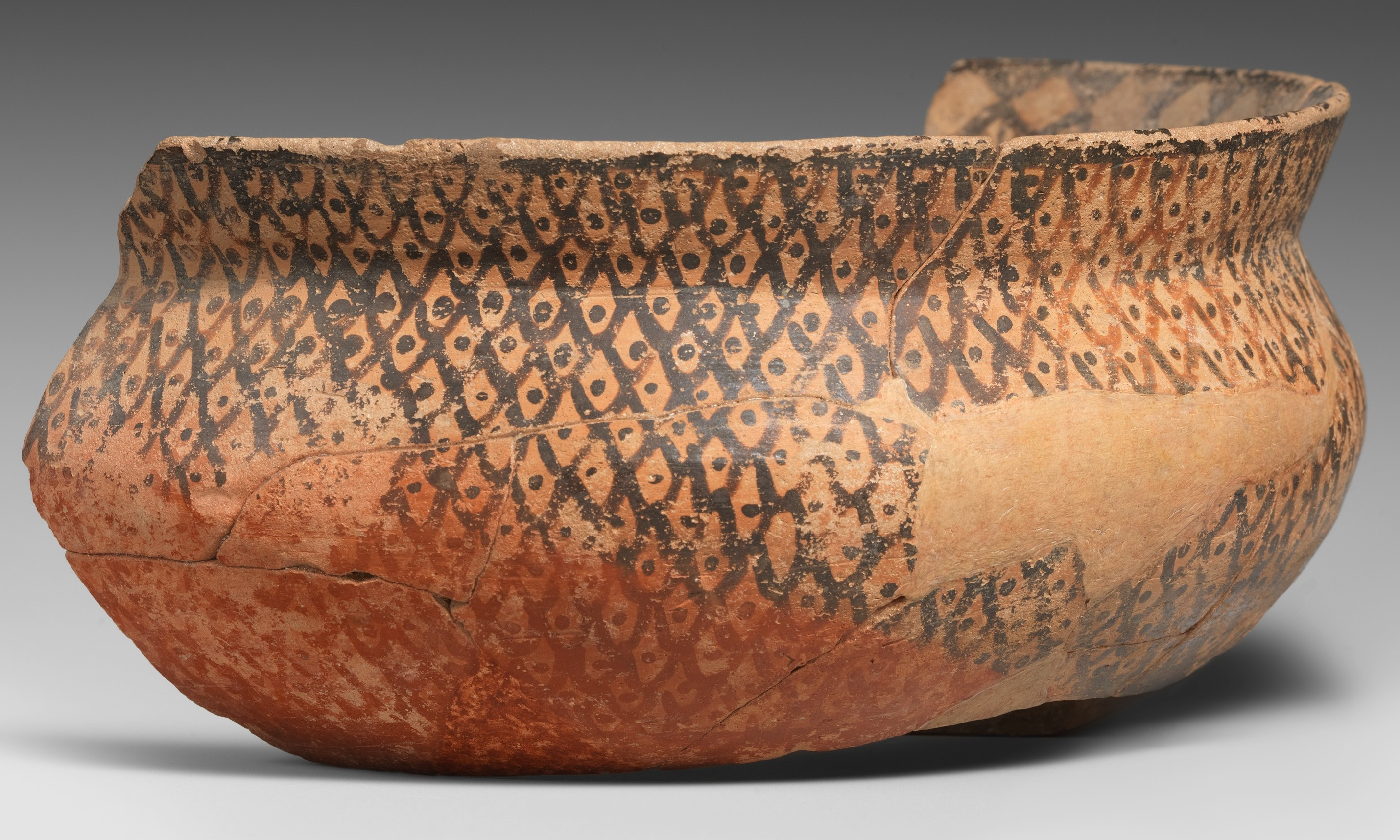
Сосуд халафской культуры (6-е тыс. до н.э.)
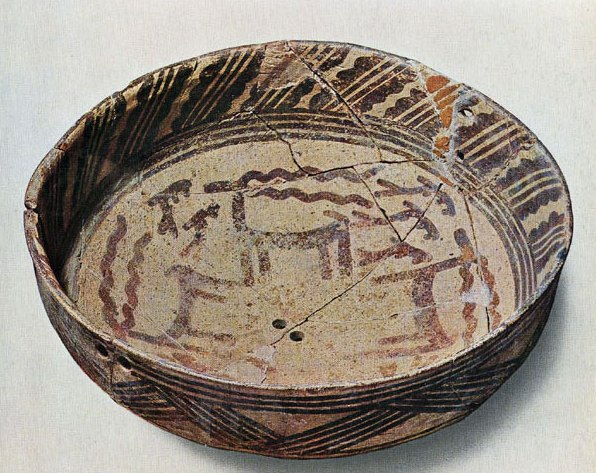
Сосуд хассунской культуры (середина 6-го тыс. до н. э.)
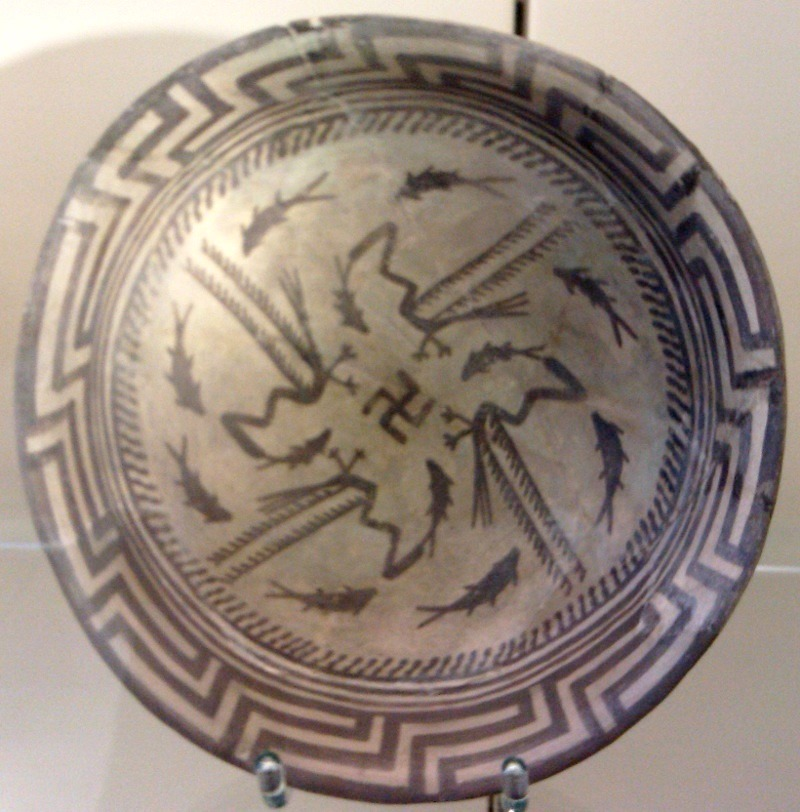
Сосуд самаррской культуры (5-е тыс. до н. э.)
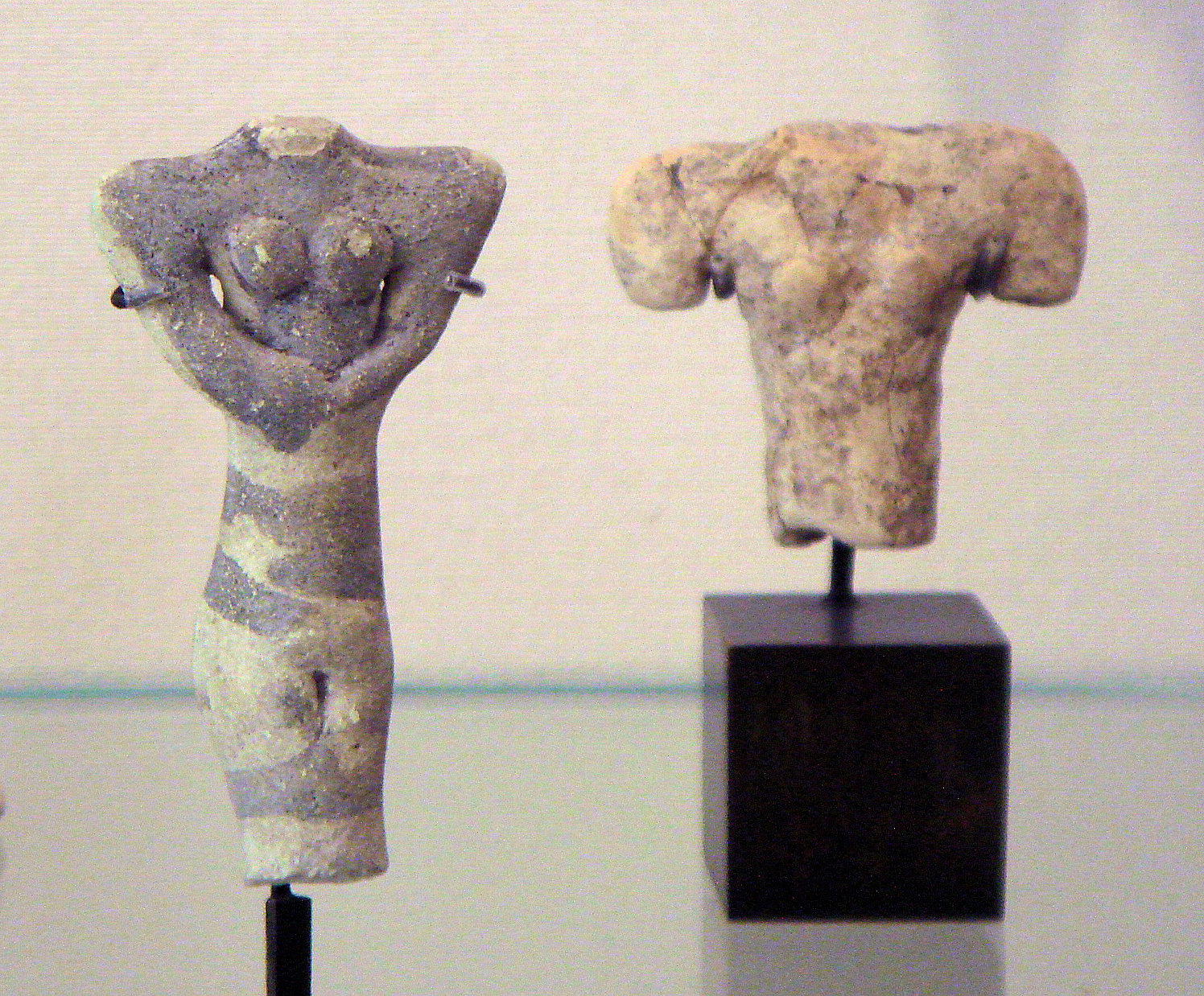
Женские керамические фигурки убейдской культуры (5-е тыс. до н.э.)

## Основные памятники
- Ирак: Эль-Обейд, Джармо, Эреду
- Сирия: Мурейбет, Тель-Халаф
- Палестина: Иерихон
- Турция: Фикиртепе